# Orlando Jackals
Die Orlando Jackals (bis 1996 Orlando Rollergators) waren ein US-amerikanisches Inlinehockeyfranchise aus Orlando im Bundesstaat Florida. Es existierte von 1995 bis 1997 und nahm an drei Spielzeiten der professionellen Inlinehockeyliga Roller Hockey International teil. Die Heimspiele des Teams wurden in der Orlando Arena ausgetragen. Im Jahr 1996 gewann das Team den Murphy Cup.

## Geschichte
Das Team war vor der Saison 1995 von Edmonton in der Provinz Alberta, wo es als Edmonton Sled Dogs spielte, nach Orlando im Bundesstaat Florida verlegt worden. In der ersten Saison verpasste das Team unter dem Namen Rollergators mit Spielertrainer Walt Poddubny die Teilnahme an den Playoffs um den Murphy Cup deutlich. Vor der Saison 1996 wurden die Rollergators verkauft und in Orlando Jackals umbenannt.
In den folgenden zwei Jahren erlebten die Jackals eine sportlich erfolgreiche Zeit. Im Spieljahr 1996 gewannen sie unter Cheftrainer Jeff Brubaker den Murphy Cup, nachdem sie sich gegen die Empire State Cobras, St. Louis Vipers und Anaheim Bullfrogs durchgesetzt hatten. Auch in der Saison 1997 erreichten die Jackals die Endrunde, dort unterlagen sie im Conference-Finale den New Jersey Rockin’ Rollers.
1995 hatte das Team einen Zuschauerschnitt von 1178 und fand sich im Vergleich der anderen Teams auf dem letzten Platz wieder. In den Folgejahren pendelte der Zuschauerschnitt der Jackals zwischen 4186 und 5009 Besucher.
Die Teamfarben waren zunächst Blaugrün, Schwarz und Weiß, später Lila, Rot und Blau.

## Erfolge
- Murphy Cup: 1996

## Saisonstatistik
Abkürzungen: Sp = Spiele, S = Siege, N = Niederlagen, U = Unentschieden, OTN = Niederlagen nach Overtime oder Shootout, Pkt = Punkte, T = Erzielte Tore, GT = Gegentore
| Saison | Sp | S  | N  | U | OTN | Pkt | T   | GT  | Platz        | Playoffs |
| 1995   | 23 | 7  | 16 | 0 | –   | 14  | 135 | 184 | 5., Atlantic | nicht qualifiziert |
| 1996   | 28 | 17 | 9  | – | 2   | 36  | 231 | 201 | 2., Atlantic | Sieg im Conference-Halbfinale, 2:1 (Empire State) Sieg im Conference-Finale, 2:0 (St. Louis) Sieg im Murphy-Cup-Finale, 2:1 (Anaheim) |
| 1997   | 24 | 20 | 4  | – | 0   | 40  | 229 | 145 | 1., Eastern  | Sieg im Conference-Halbfinale, 2:0 (Ottawa) Niederlage im Conference-Finale, 1:2 (New Jersey)                                         |

## Bekannte Spieler
- Sylvain Beauchamp
- Rick Bennett
- Daniel Larin
- Corrado Micalef
- Walt Poddubny
- Daniel Shank